# Rota (unità militare)
La Rota (russo: рота, tedesco: Rotte) è un'unità di fanteria o cavalleria. 

## Descrizione
Il termine è stato utilizzato nell'esercito bulgaro, ceco, slovacco e russo e significa "compagnia". Dopo il 1630 circa, il termine fu usato per descrivere una fila di 6-10 soldati in formazioni (soprattutto di fanteria) dell'esercito polacco cresciuto secondo il modello straniero. 
Le unità sarebbero composte da circa 100 uomini, guidati da un rotamaster o rotmistrz.
In Polonia la rota fu conosciuta sempre più a partire dal XVI secoloo con il nome alternativo di Chorągiew. Il termine cadde in disuso alla fine del XVII secolo.